# Contea di Muranga
La contea di Muranga (in inglese: Muranga County, o Murang'a County) è una contea del Kenya, situata nell'ex Provincia Centrale. Al censimento del 2019 ha una popolazione di 1 056 640 abitanti. Il capoluogo della contea è Murang'a. Altre città importanti sono: Maragua e Makuyu.